# Associação de Futebol de Palau
A Associação de Futebol de Palau (em inglês: Palau Football Association, ou PFA) é o órgão dirigente do futebol na República de Palau. Ela é a responsável pela organização dos campeonatos disputados no país, bem como da Seleção Nacional. A associação não é filiada a OFC e nem à FIFA.